# Песак (Јастребарско)
Песак  је насељено место у Републици Хрватској у Загребачкој жупанији. Административно је у саставу града Јастребарског. Простире се на површини од 1,55 км2.
Налази се 40 км југозападно од Загреба.

## Становништво
Према задњем попису становништва из 2001. године у насељу Песак је живела су 23 становника у 7 породичних и 4 самачка домаћинства. Густина насељености је 102,33 становника на км2
Кретање броја становника по пописима 1857—2001.
| година пописа  | 1857. | 1869. | 1880. | 1890. | 1900. | 1910. | 1921. | 1931. | 1948. | 1953. | 1961. | 1971. | 1981. | 1991. | 2001. |
| бр. становника | 64    | 74    | 53    | 82    | 85    | 99    | 105   | 114   | 135   | 133   | 125   | 117   | 63    | 60    | 23    |